# 印場村
印場村（いんばむら）は、愛知県東春日井郡にかつてあった村。現在の尾張旭市旧印場の区域に該当する。

## 沿革
- 明治22年（1889年）10月1日 - 町村制の施行により、印場村が単独で自治体を形成。
- 明治39年（1906年）7月16日 - 新居村・八白村と合併して旭村が発足。同日印場村廃止。